# Foule sentimentale (émission de radio)
Pour les articles homonymes, voir Foule sentimentale (homonymie).
Foule sentimentale est une ancienne émission musicale de France Inter animée par Didier Varrod et consacrée à la scène musicale française. Émission hebdomadaire du vendredi soir, d'une durée de deux à trois heures, elle a été diffusée de septembre 2017 au 28 juin 2019,.